# Ornithocidium roczonii
Ornithocidium roczonii är en orkidéart som beskrevs av Leinig. Ornithocidium roczonii ingår i släktet Ornithocidium och familjen orkidéer. Inga underarter finns listade i Catalogue of Life.